# Yān Bolāghī
Yān Bolāghī (persiska: یان بلاغی) är en ort i Iran.   Den ligger i provinsen Östazarbaijan, i den nordvästra delen av landet, 400 km väster om huvudstaden Teheran. Yān Bolāghī ligger 1 877 meter över havet och antalet invånare är 202.
Terrängen runt Yān Bolāghī är platt åt nordväst, men åt sydost är den kuperad. Runt Yān Bolāghī är det ganska glesbefolkat, med 22 invånare per kvadratkilometer. Närmaste större samhälle är Khvājeh Shāhī, 19,1 km norr om Yān Bolāghī. Trakten runt Yān Bolāghī består i huvudsak av gräsmarker.